# Долистово
Долистово е село в югозападна България. То се намира в община Бобов дол, област Кюстендил.

## География
Селото се намира в историко-географска област Разметаница, която е изградена в ядрото си от здрави гранитни скали. Релефът е ниско-планински до хълмист. Намира се между Конявската планина (нейният дял Колош) и река Струма.
През нея тече и кръстената на областта река Разметаница. Реката извира от Бобовдолската и Колошката планини (дялове на Конявската пл.), тече меридионално, при местн. Бинека пресича стария път Кюстендил – Дупница и при село Грамаде се влива в река Джерман.
Средната надморска височина на село Долистово е 600 метра.
В землището на селото има 3 микроязовира и един язовир.

### Климат
Умереноконтинентален – лятото е топло, с типичните горещници, зимата не е остра. Рядко се задържат мъгли. Късните пролетни и ранните есенни слани са изключение.

## История
В центъра на селото са намерени останки, които са характерни за неолит – 6 хил.г. пр.н.е.
В древността векове наред земите на с.Долистово и област Разметаница са населявани от тракийското племе пеони.
Пространството между двата притока на р. Разметаница (Долистовски и Бобовдолски) над пътя до Бинеко е наситено с множество археологически останки и се нарича Царичина. Счита се, че тук е било наследственото владение на комит Никола, останало в разпореждане на неговите синове Давид, Мойсей, Арон и Самуил. В местността „Царичина“, която е на 2 км. от с. Долистово е била резиденцията на българския владетел Арон, а войската – в центъра на „Разметаница“, т.е. Долистово. На 14 юни 987 г. тук е убит Арон и целият му род (с изключение на сина му Иван Владислав) поради подозрение в държавна измяна.
В сегашния си вид селото вероятно е създадено през XVI-XVIII век около чифлик или е възникнало в резултат на преселнически движения на българи.
Има няколко предания за произхода на името на селото. Според едно от тях селото е било дъбова гора и когато падали листата е било лист до лист и оттам идва и самото име на селото – Долистово. Възрастни жители свидетелстват за това, че при обилни дъждове от всички хълмове дъждовната вода започва да се стича надолу към селото, което е разположено като в дупка, и водата стигала до най-ниските листа на дърветата, т.е. „до листо“. Съществува и предание, че по време на Априлското въстание боевете били толкова люти, че всички листа изпопадали. Има друга легенда, че е имало блато и водата достигала до листата на дърветата.
Преди Освобождението, а известно време и след него, Долистово е по-голямо от град Бобов дол и махала Гребикал, взети заедно.
Освобождението заварва селото с 85 къщи и около 320 ж. През 1926 г. има 724 жители, 1934 г. – 786 ж., 1946 – 944 ж., 1956 г. – 856 ж., 1981 г. –700ж. 1939 г. е годината, в която е прекаран тока в Долистово, а това е първото осветено село в общината.
В миналото битът на хората е бил разделен между отглеждането на зърнени култури, тютюн и овцевъдство. Отглеждали са се и други култури за задоволяване на домакинствата. Откриването на мина „Бобов дол“ през 1891 г. привлича част от мъжкото население. Индустриализацията на страната и намаляването броя на жителите води до прекратяване отглеждането на тютюн – след 1975 г. 
В Долистово, за разлика от другите села в околността преди 1944 г. е имало промишлена дейност – три коларо-железарски работилници – на Александър Чучуков, Коста и Асен Захаринови; гатер, банциг и гребенец на Александър Хороигров; лимонаден цех на Стоил Пешев; валцова мелница на Димитър Еленински; дарак; бъчварска работилница на Стойне Варджийски; дърводелска работилница на Богдан Колев, Румен Дървенички и Велко Варджийски; терзии /шивачи/ - Димитър Чучуков, Борис Янчев, Никола Венев. Бъчварската работилница, както и мелницата, съществуват и след това, до към 80-те години на ХХ век. След 1944 г. в къщата на Спас Лазаров-Пашата е обособен малък музей със скривалището, в което той е укривал партизани.
В днешни дни – през 1993 г. се създава първата земеделска кооперация с нова структура в цялата община Бобов дол. Кооперацията на с. Долистово обработва около 4 хил.декара земя със зърнени култури за нуждите на селото и общината. Селото има и фурна за хляб до 1990 г.
Жителите на с.Долистово са православни християни. По време на турското робство на жителите на селото не е било разрешено да си построят църква, тъй като е имало турци в него. На края на селото, посока Паничарево, е било турското гробище. Жителите на Долистово помагат с дарения и труд за построяването на църквата в с. Новоселяне и там са водели на църква семействата си. През 1998 г. на 28 август е направена първата копка на църква в село Долистово – „Св.великомъченик Георги“, а освещаването е направено на 29 април 2007 г. от митрополит Йоан.

## Културни и природни забележителности. Население.
Лингвистична археология на с. Долистово
Общо 93 имена, от които като по-старинни се открояват Мрако полье, Жиро, Нерезьето, Долистово, Прогоно, Рабов дол и Ракльо. По старо сложно склонение на прилагателни са образувани Бели брег, Дълбоки дол, Люти дол, Еленински валог и Стредни рид, а с наставка –ица е образувано Петковица. Имена на християнски обекти са Свети Гьорги и Свети Илия. Топонимията в землището е почти изцяло българска. Стар запис на селото не е открит. Вероятно жителската приемственост на селището е била прекъсвана за дълги периоди от време по неизвестни причини. Днешното село е образувано в късно време от коренно християнско население, придошло от околни селища като ратайско в Муришовио чифлик, даден от султанската власт на турския военачалник еничарин.
Населението спада към западния български диалект. Не може да се говори, че селото е шопско, защото е много различно по говор от шопите в Елинпелинско. По-скоро е преходно между македонското и шопското. Употребява се по шопски „че“, а не „ке“ вместо „ще“, но като цяло говорът е по-близък до македонския. Някои от особеностите са: пълния член на думите в м.р. завършва на „о“ – камико, зидо, дворо, смяна на местата на буквите „ъ“-„р“ и „е“-„р“, когато са съседни – дрът, бръкам, крът, цръвен (както и замяна на „ч“ с „ц“); омекотяване на някои думи – яденйе, пиенйе, специфични диалектни думи като ако – изразява съгласие, дека – къде, епа – ами, ручок – ядене, ручам – ям, оти – защо, фута – престилка, вознак – по гръб, тражим – търся; промяна в някои лични местоимения – аз – я, язе, язека, той, тя, то, те – он, она, оно, они; изпускане на буква „л“ – жъ/л/то, гъ/л/там; замяна на „я“ с „е“ – млеко, нема; ударение на последната гласна буква – уплашѝх, каза̀х, пита̀л и др.
Село Долистово има няколко големи рода. Родовата история се помни и до днес от жителите на селото и е следната:
„През 1800 г. в селото се заселил преселник от с. Крапец, Радомирско, бягайки от турците. Оженил се за мома от селото и първо им се родили близнаци – Петър и Павел. След няколко години им се родил още един син – Тоне. Петър бил много приказлив, като звънче (клапашка – местен диалект). От него произлязъл родът Клапашкови. Другият брат, Павел, бил много мълчалив, като дърво /дървенчар/. От него произлязъл родът Дървенички /Дръвенички/. Третият брат Тоне загинал рано. Жена му Ружа била много хубава. Хората започнали да наричат наследниците ѝ по нейното име – Ружините. От нея произлиза третия основен род на селото – Ружини.“
Освен Клапашкови, Дървенички, Ружини, други родове и фамилии в селото са – Митрински, Чучукови, Соколови, Шиячки, Блатски, Варджийски, Лазови, Лятивови, Мелезански, Лазарови, Чукарски, Теневи, Еленински, Ранчови. Някои от тях произлизат от първите три, като напр. Теневите са също Клапашкови, от син на Петър – Тене.

## Редовни събития
- Събор в село Долистово – всяка година в последната събота на месец август. На обяд се готви курбан за здраве. Вечерта има богата музикална програма.
- От поколение на поколение се предава традицията хората да се събират на Гергьовден в местността „Чуката“, където е имало свято оброчище. Традицията да се прави курбан за здраве и да се изкачва местността „Чуката“ е много стара, но е била прекъсната след Втората световна война. Кръстът, който е бил на върха, е свален и захвърлен. След години местен жител сънува, че трябва да се направи нов кръст. Кръстът е възстановен, а заедно с него и традицията. Празникът е свързан с началото на лятното полугодие, скотовъдството и плодородието. Хората вярват, че дъждът на Гергьовден е плодороден и целебен. На 6 май преди изгрев слънце всички се събират и тръгват към местността. В чест на свети Георги се коли най-младото агне. Кръвта му трябва да изтече по земята, за да е плодородна годината. Играят се хора и се пеят песни. След това всички отиват в църквата, където се отслужва молитва за здраве. На празничния обяд във всяка къща има печено агне. След обяда не трябва да се ляга и заспива. Вярва се, че така ще се отнеме съня на живите агнета, те ще са неспокойни и ще блеят непрекъснато. Затова се правят разходки.
- Село Долистово има и специфично хоро, което се нарича Долистовска бера. Възрастните хора разказват, че хорото е типично само за селото. Трудно е за изпълнение и не всеки може да го играе. Но местна учителка се амбицира и научава своите ученици на него. И днес, те, вече пораснали млади хора, го играят с удоволствие на местния събор.
- Към читалище „Нови дни“ е създадена женска фолклорна танцова група „Бера“.

## Личности
- акад. Димитър Велков Димитров /1947 г./ – роден в с. Долистово, социолог, преподавател в СУ „Св.Кл.Охридски“. Член-кореспондент на БАН
- Георги Миланов Станкев /Клапашков/ /1947 г./ – роден в с. Долистово, агроном, научен сътрудник в опитна станция по тютюна в гр. Рила, създал 3 нови сорта тютюн
- доц.д-р Ботьо Станимиров Захаринов – прекарва ранното си детство в с.Долистово. Инженер по сондиране на нефт и газ, преподавател в Нов български универститет
- Драгомир Велков Стойнев /1976 г./ – произход от с. Долистово, политик от БСП, депутат в НС – 2014 – 2022 г., Министър на икономиката, енергетиката и туризма през 2013 г.